# Kanton Charleville-Mézières-3
Charleville-Mézières-3 is een op 22 maart 2015 opgericht kanton van het Franse departement Moselle. Het kanton maakt deel uit van het arrondissement Charleville-Mézières en omvat uitsluitend de gemeente Montcy-Notre-Dame en een deel van de gemeente Charleville-Mézières, waaronder de voormalige gemeente Montcy-Saint-Pierre.